# ويليام أوتيس
ويليام أوتيس (بالإنجليزية: William Otis)‏ هو مخترِع ومهندس أمريكي، ولد في 20 سبتمبر 1813 في بيلهام في الولايات المتحدة، وتوفي في 13 نوفمبر 1839.